# Zootropolis
Zootropolis (cunoscut și sub denumirea de Zootopia în Statele Unite ale Americii) este un film de animație produs de studiourile Walt Disney Pictures. Filmul rulează în Statele Unite și în România din 4 martie 2016,. A fost cel de-al 56-lea lungmetraj produs de studiourile Disney până în 2016. Zootropolis a câștigat premiul Critics' Choice Movie Award și Globul de Aur pentru "Cel mai bun film de animație". De asemenea, a fost nominalizat la Premiile BAFTA pentru "Cea mai bună animație".

## Acțiune
Zootopia este un orășel al animalelor, în care întâlnim vulpoiul ce vorbește necontenit și foarte repede, și care este acuzat de o crimă pe care nu a comis-o. Cinstitul iepuraș Judy va face echipă cu Nick, după ce devin țintele unei conspirații. Astfel se descoperă că dușmanii naturali pot deveni uneori chiar prieteni.

## Distribuție
- Jason Bateman - Nick Wilde[14][15]
- Ginnifer Goodwin - Lieutenant Judy Hopps[15]
- Shakira - Gazelle [16][17]
- Idris Elba - Chief Bogo
- Jenny Slate - Dawn Bellwether
- Nate Torrence - Officer Benjamin Clawhauser
- Bonnie Hunt - Bonnie Hopps

## Producție
Pe 9 august 2013, Walt Disney Studios Motion Pictures a anunțat în cadrul evenimentului D23 Expo că regizorul Byron Howard (Bolt, O poveste încâlcită) va prelua cârma unei producții ce se încadrează în lumea animalelor, producția fiind un film de comedie-aventură și va fi intitulată Zootopia, fiind produsă de Walt Disney Animation Studios. Scenariul filmului este scris de Jared Brush, și anunța data premierei ca fiind martie 2016. Jason Bateman a fost anunțat ca dublând vocea protagonistului filmului. Conform lui Howard, Zootopia va face diferența în comparație cu alte filme antropomorfe, filme în care animalele trăiesc fie în lumea animală sau în cea umană. Conceptul filmului dezvăluie că animalele trăiesc într-o lume modernă care este creată de animale, conceptul fiind dezvăluit de John Lasseter, care l-a "aruncat în aer pe Howard ca pe micul Simba", atunci când a venit cu această idee inovatoare pentru film.
În martie 2015, s-a făcut publică informația conform căreia Rich Moore (Ralph Strică-Tot) a fost ales ca regizor al filmului, iar Jared Brush în calitate de co-regizor, și de asemenea a fost dezvăluit faptul că acțiunea filmului a fost revizuită. Așa cum fusese ulterior anunțat în 2013 filmul va urmări povestea captivantă a unei vulpi vorbitoare, Nick Wilde, care încearcă să scape după ce a fost acuzat de o crimă pe care nu a săvârșit-o. Cinstitul iepuraș polițist, Judy Hopps va face echipă cu Nick, și după ce devin țintele unei conspirații vor descoperii că dușmanii naturali trebuie să se alieze pentru a câștiga ce contează cu adevărat. Pe 6 mai 2015, atât lui Bateman cât și lui Ginnifer Goodwin le-au fost dezvăluite numele din film: Nick Wilde și Judy Hopps.

## Mărfuri
A fost lansat un joc de cărți bazat pe filmul numit Zootopia: Suspect Search, precum și un joc pentru telefoane mobile intitulat Zootopia Crime Files.

### Atracții din parcul tematic
Pe 22 ianuarie 2019, Parcurile Disney a anunțat că va veni o zonă tematică bazată pe Zootopia în Parcul Shanghai Disneyland, iar construcția terenului va începe pe 9 decembrie 2019. Construcția a fost oprită pentru o scurtă perioadă în timpul pandemiei de COVID-19, dar până în iunie 2020, construcția a fost reluată.

## Lansare
Zootopia a fost lansat pe 4 martie 2016 în Statele Unite ale Americii.